# Tachyphyle pigraria
Tachyphyle pigraria är en fjärilsart som beskrevs av Wichers och Ulf Scheller 1830. Tachyphyle pigraria ingår i släktet Tachyphyle och familjen mätare. Inga underarter finns listade i Catalogue of Life.